# 若望·保祿二世藏品博物館
若望·保祿二世藏品博物館（波蘭語：Muzeum Kolekcji im. Jana Pawła II）是波蘭首都華沙的一座博物館，位於前證券交易所和國家銀行大樓內。博物館內收藏有約400件藏品，被認為是華沙最好的歐洲藝術博物館之一，主要收藏展示古典和印象派的美術品。